# Hechos 1

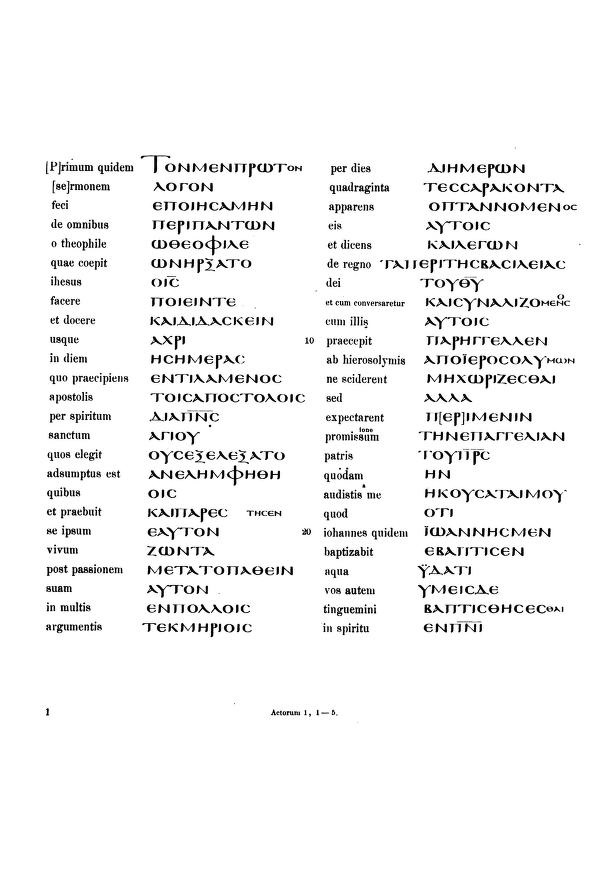
Facsímil de Tischendorf de 1870 de Hechos 1:1-5 en latín (columna izquierda) y griego (columna derecha) en el Codex Laudianus, escrito hacia el año 550 d. C.

Hechos 1 es el primer capítulo de los Hechos de los Apóstoles del Nuevo Testamento de la Biblia Cristiana. El libro que contiene este capítulo es anónimo, pero la tradición cristiana primitiva afirmaba que Lucas compuso este libro así como el Evangelio de Lucas. Este capítulo funciona como transición del «relato anterior» (es decir, del Evangelio de Lucas) con un preludio narrativo (versículos 1-5), registro repetido de Ascensión de Jesús con más detalle (Versículos 6-11) y la reunión de los seguidores de Jesús (Versículos 12-26), hasta antes de Pentecostés.

## Texto
.

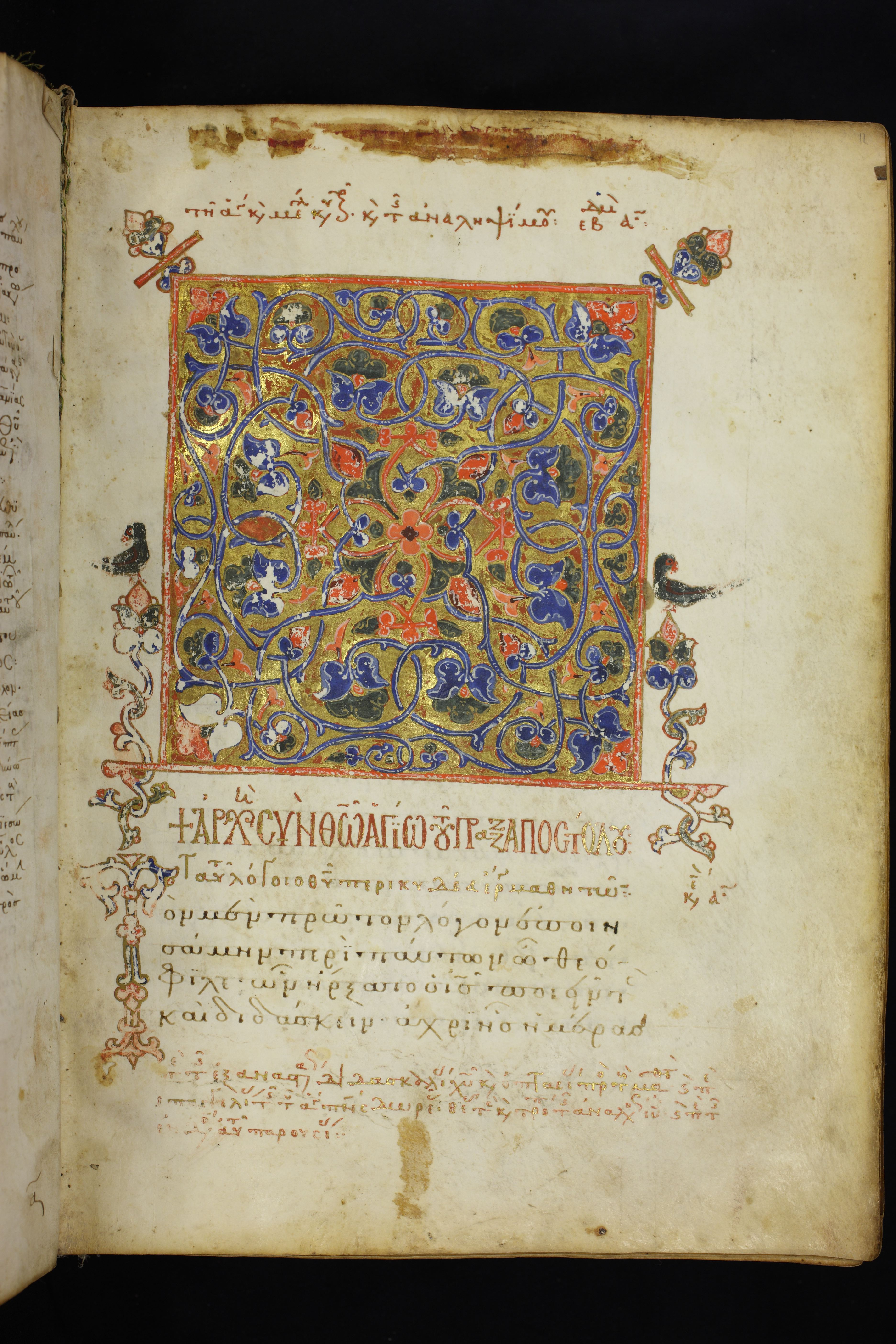
El comienzo de los Hechos de los Apóstoles en el folio 11 recto del Minúsculo 223 (Gregorio-Alandés) del siglo XIV

El texto original estaba escrito en griego koiné. Este capítulo se divide en 26 Versículos.

### Testigos textuales
Algunos manuscritos tempranos que contienen el texto de este capítulo son:
- Codex Vaticanus (325-350 d. C.)
- Codex Sinaiticus (330-360)
- Codex Bezae (~400)
- Codex Alexandrinus (400-440)
- Codex Ephraemi Rescriptus (~450; existen los Versículos 3-26)
- Papiro 56]] (siglos V/VI)
- Codex Laudianus (~550)

### Versículo 8

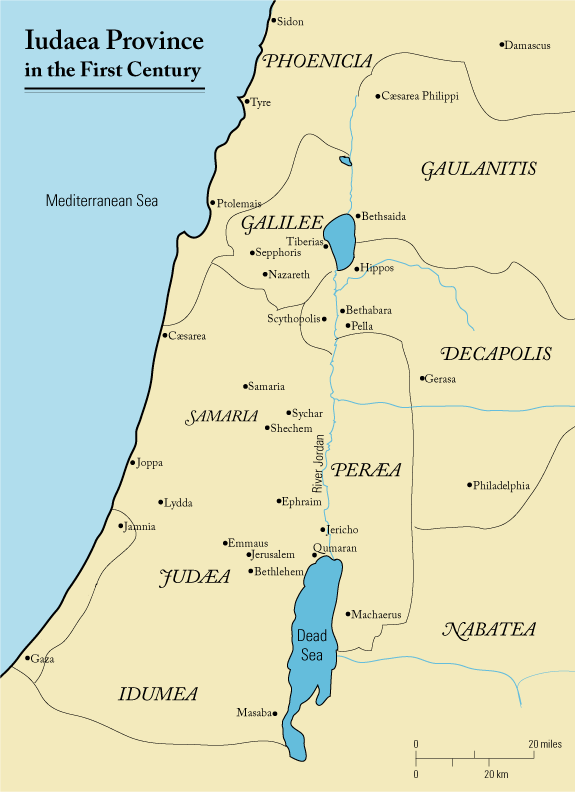
Mapa del siglo I de Jerusalén, Judea, Samaria y zonas vecinas.

### Versículo 12

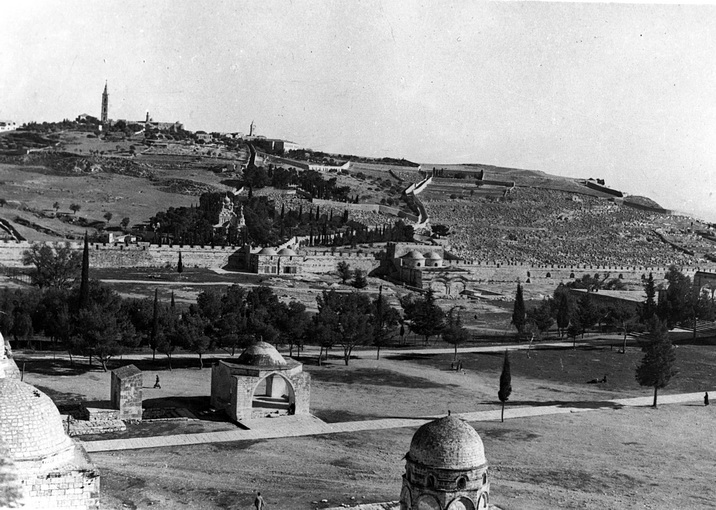
Monte de los olivos, visto desde Jerusalén (1934)